# أوكسي فينيساتين
أوكسي فينيساتين Oxyphenisatine هو ملين. هو قريب من البيساكوديل والصوديوم بيكوسولفات والفينول فتالئين. استخدامه لفترة طويلة يسبب ضرر في الكبد, ولذلك تم سحبه من الأسواق في جميع أنحاء العالم في بدايات 1970. مشتق الأسيتات منه أسيتات أوكسي فينيساتين يستخدم أيضا كملين.
المكونات الكيميائية الطبيعية المشابهة للأوكسي فينيساتين موجودة في الخوخ, لكن الدراسات الحديثة أوضحت بأن الأثر الملين للخوخ ناجم عن مركبات أخرى هي المركبات الفينولية _بشكل أساسي حمض نيو كلوروجينيك وحمض الكلوروجينيك) والسوربيتول.